# ريتشارد مارتيني
ريتشارد مارتيني (بالإنجليزية: Richard Martini)‏ هو مخرج أمريكي، ولد في 12 مارس 1955 في نورث بروك في الولايات المتحدة.

## وصلات خارجية
- ريتشارد مارتيني على موقع IMDb (الإنجليزية)
- ريتشارد مارتيني على موقع ألو سيني (الفرنسية)
- ريتشارد مارتيني على موقع أول موفي (الإنجليزية)
- ريتشارد مارتيني على موقع قاعدة بيانات الأفلام السويدية (السويدية)
- ريتشارد مارتيني على موقع قاعدة بيانات الفيلم (الإنجليزية)
- ريتشارد مارتيني على موقع كينوبويسك (الروسية)